# Juan Abad
Juan Abad (Manilla, 8 februari 1872 - 24 december 1932) was een Filipijns toneelschrijver. Abad schreef diverse patriottische toneelstukken in het Tagalog en wordt wel geprezen voor de introductie van symboliek in Tagalog toneelstukken als middel om nationalistische gevoelens te kanaliseren.
Abad schreef zijn eerste gedichten op 16-jarige leeftijd. Op zijn 20e volgde zijn eerste toneelstuk met als onderwerp de langdurige strijd tussen de moslims (moro's) en christenen in het zuiden van de Filipijnen. Gedurende de Filipijnse Revolutie schreef hij, gebruik makend van pseudoniemen als Inumaga, Daba en K. Ulayaw, in diverse kranten. Nadien schreef hij diverse patriottische toneelstukken, waaronder Mabuhay ang Pilipinas! (Lang leve de Filipijnen!) en Ang Tanikalang (De gouden ketting). De stukken werden uitgevoerd op het platteland van de Filipijnen. De autoriteiten vonden zijn stukken echter opruiend. Hij werd opgepakt en gevangengezet. Na zijn vrijlating vertrok hij naar China, waar hij uiteindelijk overleed. 

## Bron
- Carlos Quirino, Who's who in Philippine history, Tahanan Books, Manilla (1995)